# Gabriel Celaya
Gabriel Celaya (Hernani, 18 de març de 1911 - Madrid, 18 d'abril de 1991) va ser un poeta basc en llengua castellana, pertanyent a la generació literària de postguerra. Va ser un dels representants més destacats de la denominada «poesia compromesa». L'any 1957 va rebre el Premi de la Crítica de Poesía castellana per De claro en claro. Va ser Premi Nacional de les Lletres Espanyoles el 1986.

## Biografia
Enginyer industrial de professió, el seu nom complet era Rafael Gabriel Juan Múgica Celaya Leceta, la qual cosa va aprofitar per signar les seves obres com a Rafael Múgica, Juan de Leceta o Gabriel Celaya. Entre els anys 1927 i 1935 va viure a la Residencia de Estudiantes, on va conèixer Federico García Lorca i José Moreno Villa.
El 1946 va fundar la col·lecció de poesia «Norte», que pretenia fer de pont cap a la poesia de la generació del 27, la de l'exili i l'europea. Aparegueren així, sota aquest segell editorial, traduccions de Rainer Maria Rilke, Arthur Rimbaud, Paul Éluard o William Blake.
El 1946 publica Tentativas, llibre en prosa en què per primer cop signa com a Gabriel Celaya. Aquesta primera etapa és de caràcter existencialista.
En els anys cinquanta s'integra en l'estètica del compromís (1952 Lo demás es silencio i 1955 Cantos íberos, veritable bíblia de la poesia social). Juntament amb Eugenio de Nora i Blas de Otero, defensa la idea d'una poesia no elitista, al servei de les majories, per transformar el món:
| «                                                                                            | "Cantemos como quien respira. Hablemos de lo que cada día nos ocupa. Nada de lo humano debe quedar fuera de nuestra obra. En el poema debe haber barro, con perdón de los poetas poetísimos. La Poesía no es un fin en sí. La Poesía es un instrumento, entre otros, para transformar el mundo." | » |
| — Gabriel Celaya, citat per Rodríguez Puértolas a Historia social de la literatura española) | |   |

Quan aquest model de poesia social va entrar en crisi, Celaya va tornar als seus orígens poètics. Va publicar La linterna sorda i va reeditar poemes anteriors al 1936. També va assajar la poesia experimental i la poesia concreta a Campos semánticos (1971).
Entre 1977 i 1980 es van publicar les seves Obras completas en cinc volums.
El 1986 és guardonat amb el Premi Nacional de les Lletres Espanyoles pel Ministeri de Cultura. Publica El mundo abierto.
En definitiva, l'obra de Celaya constitueix una gran síntesi de quasi totes les preocupacions i estils de la poesia espanyola del segle xx.
Va morir el 18 d'abril de 1991 a Madrid i les seves cendres van ser escampades a Hernani, on havia nascut.

## Obres
- Marea del silencio (1935)
- La soledad cerrada (1947)
- Movimientos elementales (1947)
- Tranquilamente hablando (1947) (firmat com Juan de Leceta)
- Las cosas como son (1949)
- Las cartas boca arriba (1951)
- Lo demás es silencio (1952)
- Cantos íberos (1955)
- Campos semánticos (1971)
- Itinerario poético (1973)